# Kapitel
Kapitel är en del av en skriven text av relativ storlek, såsom en bok, som i sin tur består av flera sidor. Kapitel kan numreras om de behandlar till exempel lagar eller avdelningar i Bibeln, eller så kan de ges namn.
Författare namnger ibland sina kapitel lite excentriskt (se även metafiktion):
- Den besynnerliga händelsen med hunden om natten av Mark Haddon har enbart kapitel som är primtal.
- Sanning är ett udda tal av Flann O'Brien har på första sidan texten "Kapitel 1", men några efterföljande kapitel visas aldrig upp.

Många långa böcker har inte kapitel över huvud taget. Facklitteratur som används som referenslitteratur har däremot nästan alltid kapitel för att underlätta navigering. I dessa verk delas kapitel ofta upp i underkapitel. (Underkapitel kan ibland även kallas sektioner eller avsnitt.) Kapitlen listas nästan alltid i en innehållsförteckning.
Romaner använder ibland, men långtifrån alltid, innehållsförteckningar där kapitlen listas.
I antika civilisationer användes böcker ofta i form av papyrusrullar, som innehöll lika mycket text som ett typiskt kapitel i en modern bok. Detta är anledningen till att kapitel från så gamla verk ofta refereras till som "Bok 1", "Bok 2", och så vidare.

## Andra betydelser
Spår på dvd-skivor, främst filmer, kallas också ibland för kapitel.
Det engelska ordet för 'kapitel' (chapter) används på engelskan även i betydelsen 'gren' eller 'avdelning' (av något). Den betydelsen finns också i det svenska ordet domkapitel.